# Rio Verê
Der Rio Verê ist ein etwa 27 km langer linker Nebenfluss des Rio Chopim im Süden des brasilianischen Bundesstaats Paraná.

## Etymologie
Der Name Verê stammt von dem indigenen Kaingang Viry. Viry war ein Häuptling der Guarapuava-Indianer in der historischen Region Palmas. Er war ein Freund der Siedler. Es ist aber auch überliefert, dass er den Stamm des Häuptlings Vitorino, nach dem das heutige Munizip Vitorino benannt ist, und die Gegenden von Guarapuava und Palmas oft mordend und plündernd heimsuchte. Seine Bedeutung in Kaingang ist: immer, ewig.

## Geografie

### Lage
Das Einzugsgebiet des Rio Verê befindet sich auf dem Terceiro Planalto Paranaense (Dritte oder Guarapuava-Hochebene von Paraná).

### Verlauf
Sein Quellgebiet liegt im Munizip Verê auf 608 m Meereshöhe etwa 7 km westlich des Hauptorts.
Der Fluss verläuft bis zum Weiler Verezinho in östlicher Richtung. Dann dreht er seinen Lauf in Richtung Nordosten und fließt westlich am Stadtgebiet vorbei. Er erreicht die PR-475 und wendet sich nach Norden. Im Distrikt Presidente Kennedy mündet er auf 421 m Höhe von links in den Rio Chopim. Er ist etwa 27 km lang.

### Munizipien im Einzugsgebiet
Der Rio Verê verläuft vollständig innerhalb des Munizips Verê.